# Casariche (kommunhuvudort)
Casariche är en kommunhuvudort i Spanien.   Den ligger i provinsen Provincia de Sevilla och regionen Andalusien, i den södra delen av landet, 400 km söder om huvudstaden Madrid. Casariche ligger 305 meter över havet och antalet invånare är 5 389.
Terrängen runt Casariche är varierad. Runt Casariche är det ganska tätbefolkat, med 65 invånare per kvadratkilometer. Närmaste större samhälle är Puente Genil, 10,6 km norr om Casariche. Trakten runt Casariche består till största delen av jordbruksmark.